# 고양이 (2013년 영화)
"고양이"는 2013년에 제작한 대한민국의 단편 영화이다.

## 캐스팅
- 신기준
- 정희태
- 장소연